# USC Münster
USC Münster (tyska: Unabhängiger Sportclub Münster) är en tysk idrottsförening i Münster, som i dag huvudsakligen är känd för sitt damlag i volleyboll, som är det mest framgångsrika tyska damlaget i volleyboll. 

## Historia
USC Münster grundades år 1961 och kallades Universitets Sportklubb (USC) Münster. De första åren var herrlaget mycket framgångsrikt och blev västtyska mästare i volleyboll mellan 1965 och 1972. Volleybollavdelningen blev självständig 1982 och kallades Unabhängiger Sportclub Münster (svenska: Oberoende sportklubben Münster). 
I dag är klubben huvudsakligen känd för sitt A-damlag, som spelar i högsta tyska volleybollserien (Volleyball-Bundesliga).

## Statistik
Genom åren har USC Münsters dam- och herrlag vunnit följande nationella och internationella tävlingar:

### Herrar
Tyska mästare (8): 1965-1972
Cupvinnare (1): 1976

### Damer
Tyska mästare (9): 1974, 1977, 1980, 1981, 1992, 1996, 1997, 2004, 2005
Cupvinnare (11): 1973-1976, 1979, 1991, 1996, 1997, 2000, 2004, 2005
Europacupmästare (3): 1982, 1994, 1996
CEV Cup-vinnare (1):1992